# Ohio Township (comté de Mississippi, Missouri)
Ohio Township est un township, situé dans le comté de Mississippi, dans le Missouri, aux États-Unis,.
Le township est fondé en 1847 et baptisé en référence à la rivière Ohio.

### Source de la traduction
- (en) Cet article est partiellement ou en totalité issu de l’article de Wikipédia en anglais intitulé « Ohio Township, Mississippi County, Missouri » (voir la liste des auteurs).